# MST1R
MST1R (англ. Macrophage-stimulating protein receptor; CD136; КФ 2.7.10.1) — мембранный белок, рецепторная тирозинкиназа, продукт гена человека MST1R.

## Функции
MST1R — рецепторная тирозинкиназа, переносящая сигнал от внеклеточного матрикса в клеточную цитоплазму при связывании с лигандом MST1. Рецептор MST1R регулирует многие физиологические процессы, включая выживание клеток, их миграцию и дифференцировку. Связывание лиганда на клеточной поверхности индуцирует аутофосфорилирование внутриклеточного домена рецептора, на котором расположены участки связывания цитозольных сигнальных белков. После активации рецептора в ходе связывания с лигандом рецептор взаимодействует с субъединицами PI3-киназы PIK3R1, PLCG1 или с адаптерным белком GAB1. Рекрутирование этих эффекторов активирует несколько сигнальных путей, включая RAS-ERK, фосфоинозитид-3-киназа AKT1 и PLC-гамма-PKC. Стимуляция MST1R активирует процесс заживления за счёт усиления миграции и пролиферации эпителиальных клеток, а также их выживания на повреждённом участке. Кроме этого, MST1R играет роль во врождённом иммунном ответе, регулируя миграцию и фагоцитарную активность макрофагов. Рецептор также может запускать сигналы, включая клеточную миграцию и пролиферацию, в ответ на некоторые другие, кроме лиганда MST1, факторы роста.

## Структура
MST1R состоит из 1 400 аминокислот, молекулярная масса 152,2 кДа.

## Взаимодействия
MST1R связывается с Grb2.